# روغن تقویت سایت
روغن تقویت‌کننده‌ی موضع (سینتول - Synthol) ترکیباتی است که برای افزایش سایز عضلات به عضلات تزریق می‌شود. سینتول به عضلات تزریق می‌شود تا برآمدگی‌های بزرگتر ایجاد کند، یا پلی(متیل متاکریلات) را به ماهیچه‌ها برای شکل‌دادن به آنها تزریق می‌کنند. استفاده از پلی (متیل متاکریلات) برای شکل‌دادن به عضلات در ایالات متحده ممنوع است. با این حال، استفاده از سنتول غیرقانونی نیست.روغن تقویت‌کننده‌ی موضع، که اغلب سنتول یا سینتول نامیده می‌شود (بدون ارتباط با برند دهانشویه سینتول دهان‌شوی)، به روغن‌هایی اشاره دارد که برای افزایش اندازه یا تغییر شکل به عضلات تزریق می‌شود. برخی از بدنسازان، به‌ویژه در سطح حرفه‌ای، چنین مخلوط‌هایی را به عضلات خود تزریق می‌کنند تا ظاهر ماهیچه‌های پرورش‌یافته را، در جایی که ممکن است نامتناسب یا پرورش‌نیافته باشد، ایجاد کنند. این روش به «کرک کردن» معروف است. سینتول ۸۵٪ روغن، ۷٫۵٪ لیدوکائین و ۷٫۵٪ الکل است. محدودیتی ندارد و بسیاری از برندها در اینترنت در دسترس هستند.  با این که استفاده از سینتول ممکن است باعث آمبولی ریوی، آسیب عصبی، عفونت، لیپوگرانولوم اسکلروزان، سکته، و ایجاد گرانولوم پر از روغن، کیست یا زخم در عضله بشود، استفاده از روغن تزریقی برای تقویت ظاهر عضلانی در بین بدنسازان رایج است، در موارد نادر، ممکن است به مداخله‌ی جراحی برای جلوگیری از آسیب بیشتر به عضله یا جلوگیری مرگ نیاز باشد.
روغن کنجد اغلب در چنین مخلوط‌هایی استفاده می‌شود که ممکن است باعث واکنش‌های آلرژیک مانند واسکولیت شود.از آنجایی که عضله‌ای که سینتول به آن تزریق می‌شود در واقع به خوبی پرورش نیافته‌است، ممکن است تحت تأثیر گرانش دچار افتادگی شود.